# Zaginięcie lotu Varig 967
Zaginięcie lotu Varig 967 – zaginięcie towarowego samolotu Boeing 707 podczas lotu z Tokio do Los Angeles. Ani samolot, ani ciała załogi nigdy nie zostały odnalezione.

## Samolot
Samolotem, który zaginął był 13-letni Boeing 707-323C (nr rej. PP-VLU) należący do brazylijskich linii lotniczych Varig.

## Załoga
Załoga lotu 967 składała się z 6 osób:
- kapitan – 55-letni Gilberto Araújo da Silva
- pierwszy oficer – 45-letni Erni Peixoto Mylius
- drugi oficer – 39-letni Antonio Brasileiro da Silva Neto
- drugi oficer – 37-letni Evan Braga Saunders
- inżynier pokładowy – 42-letni José Severino Gusmão de Araújo
- inżynier pokładowy – 40-letni Nicola Exposito

## Przebieg lotu
Samolot wykonywał lot cargo na trasie Tokio – Los Angeles – Lima – Rio de Janeiro. Przewożono nim 153 obrazy namalowane przez japońsko-brazylijskiego malarza Manabu Mabe warte ok. 1,24 mln dolarów. Samolot wystartował z portu lotniczego Narita w Tokio o 20:23 czasu lokalnego. Ostatni kontakt z załogą nawiązano o 20:45, kiedy samolot znajdował się 200 km od Tokio. Kontrola ruchu lotniczego próbowała się skontaktować z lotem 967 o 21:23, jednak bezskutecznie. Do dziś nie odnaleziono szczątków maszyny.